# Claudia Melisch

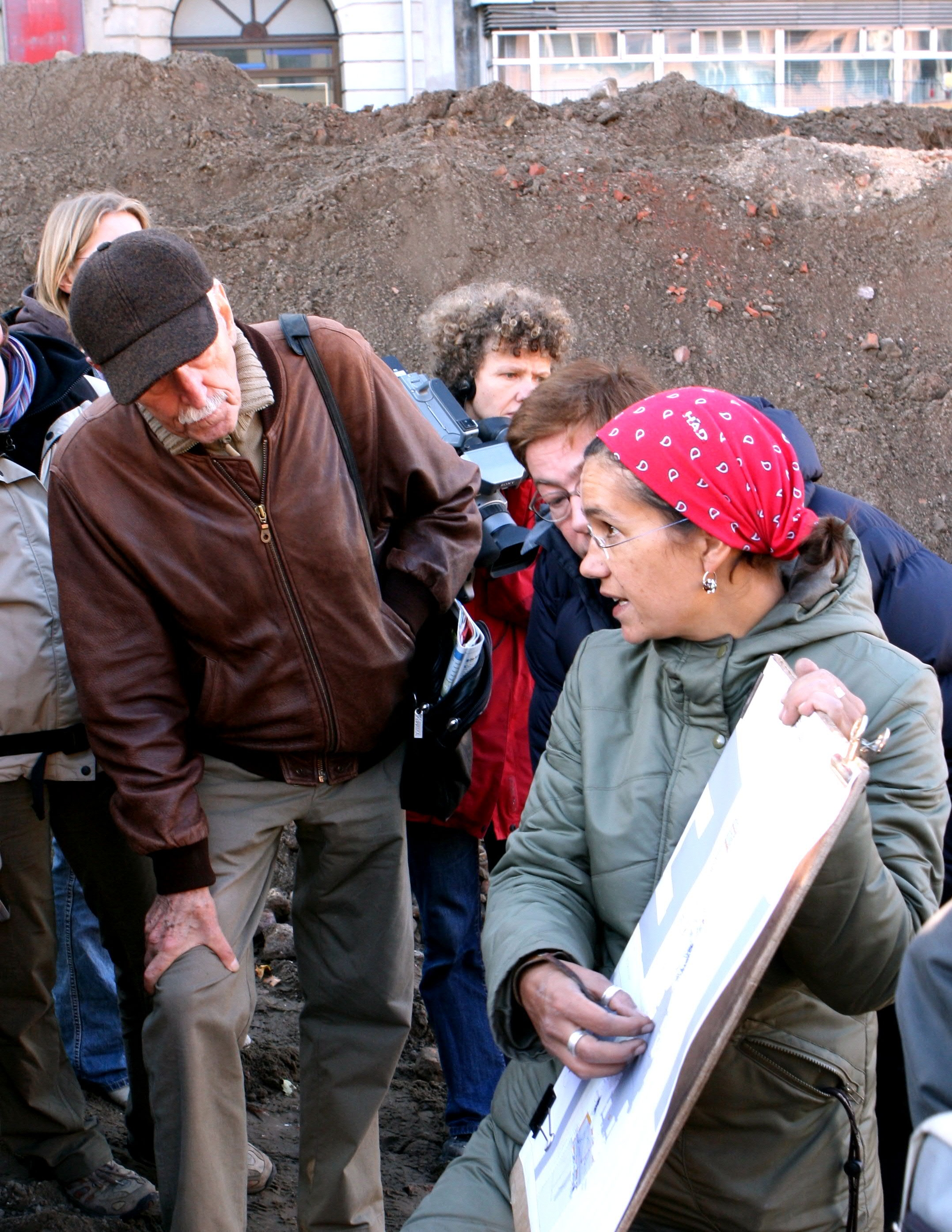
Claudia Melisch auf dem Berliner Petriplatz, 2007

Claudia Maria Melisch (* 1968) ist eine deutsche Archäologin.

## Leben
Claudia Maria Melisch absolvierte eine Facharbeiterausbildung zur Maschinistin im Braunkohletagebau in der Niederlausitz, bevor sie Klassische Archäologie und Ältere Deutsche Sprache und Literatur an der Humboldt-Universität zu Berlin studierte und mit dem M. A. abschloss.
2000/01 leitete sie die Ausgrabungen am Ahornblatt (Gertraudenstraße) auf der Spreeinsel in Berlin-Mitte, dem mittelalterlichen Cölln, 2003 bis 2005 die archäologischen Untersuchungen in der Osthälfte des überbaggerten Dorfes Horno in der Niederlausitz.
2007 bis 2009 führte die Berliner Senatsverwaltung archäologische Grabungen unter der Leitung von Melisch zur erneuten Untersuchung der historischen Keimzelle Berlins am Petriplatz (Petrikirche) durch. Dabei wurden die teilweise noch im Boden befindlichen Kirchenfundamente und die Grundmauern der Cöllnischen Lateinschule freigelegt. Im Umkreis der Kirchenfundamente befanden sich 3200 Gräber aus dem 12. Jahrhundert bis 1717. Aufgrund von dendrochronologischen Untersuchungen an Hölzern und mittels Radiokarbon-Datierungen der ältesten Skelette konnte herausgefunden werden, dass Berlin deutlich älter ist als bisher angenommen.
Die Ausgrabung der Fundamente der Himmelfahrtskirche in Berlin wurden 2014 von ihr geleitet, ebenso Ausgrabungen in Walchum.
Zusätzlich war sie in internationale Forschungsprojekte, u. a. in Pompeji und in Gabii, eingebunden.
Melisch ist erste stellvertretende Vorsitzende des Vereins für die Geschichte Berlins.

## Veröffentlichungen (Auswahl)
- mit Marina Wesner: St. Petri-Kirche. Berlin Story Verlag, Berlin 2008, ISBN 978-3-929829-87-7.
- mit Bettina Jungklaus, Felix Escher: Der erste katholische Friedhof Berlins, Imhof Verlag, Petersberg 2011.
- mit Matthias Wemhoff: Archäologie Berlins. 50 Objekte erzählen 10000 Jahre Geschichte. Elsengold Verlag, Berlin 2015, ISBN 978-3-944594-37-8.
- mit Laurenz Demps, Bettina Jungklaus, Ute Joksch, Daniel Krebs, Natasha Powers, Jessica Rothe, Katie Tucker, Uwe Michas: Der Petriplatz in Berlin-Mitte. Archäologisch-historische Studien, Berlin 2021, ISBN 978-3-945880-63-0.
- mit Ines Garlisch, Jörg Feuchter: Die ersten Berliner. Leben an der Spree zwischen 1150 und 1300, Berlin 2023, ISBN 978-3-8148-0275-6.